# San Juan Yatzona
San Juan Yatzona es una localidad del estado mexicano de Oaxaca. Es cabecera del municipio de San Juan Yatzona.

## Demografía
| Censo | Población |
| ----- | --------- |
| 1900  | 625       |
| 1910  | 523       |
| 1921  | 454       |
| 1930  | 501       |
| 1940  | 543       |
| 1950  | 553       |
| 1960  | 563       |
| 1970  | 526       |
| 1980  | 539       |
| 1990  | 487       |
| 1995  | 461       |
| 2000  | 466       |
| 2005  | 526       |
| 2010  | 428       |
| 2020  | 440       |